# Forty Days and Forty Nights
«Forty Days and Forty Nights»  — пісня американського блюзового музиканта Мадді Вотерса, випущена синглом у 1956 році на лейблі Chess Records. Записана в січні 1956 року в Чикаго (Іллінойс).
У 1956 році сингл Вотерса став хітом і посів 7-е місце в чарті R&B Singles журналу «Billboard». 
Пісню перезаписали багатьох виконавців, зокрема Steppenwolf, Джон П. Геммонд, Ерік Бердон та ін. 

## Оригінальна версія
Пісня була написана Бернардом Ротом (який також є автором іншої пісні, записаної Вотерсом «Just to Be with You»). У записі Мадді Вотерсу (вокал) акомпанували Літтл Волтер (губна гармоніка), Віллі Діксон (бас), Пет Гейр (гітара), Джиммі Роджерс або Г'юберт Самлін (гітари), ймовірно Фред Білоу або Френсіс Клей (ударні). Запис відбувся в січні 1956 року в Чикаго (Іллінойс).
У 1956 році пісня була випущена на синглі (1620) на лейблі Chess Records (на платівці музикант був вказаний як «Мадді Вотерс і його гітара»). Того ж року вона посіла 7-е місце в чарті R&B Singles журналу «Billboard». 
У 1966 році пісня (1620) була включена до альбому-компіляції The Real Folk Blues, випущеній на Chess. У 1969 році Вотерс перезаписав «Forty Days and Forty Nights» для альбому Fathers and Sons. У 2009 році пісня вийшла також в альбомі Authorized Bootleg: Live at the Fillmore Auditorium November 4–6, 1966.

## Інші версії
Також пісню записали й інші музиканти, серед яких  Джон П. Геммонд для альбому I Can Tell (1967), Steppenwolf для альбому Steppenwolf 7 (1970), Ерік Бердон для альбому Soul of a Man (2006) та інші.